# 龙尼·赫尔斯特伦
龙尼·赫尔斯特伦（瑞典語：Ronnie Hellström，1949年2月21日—2022年2月6日），瑞典男子足球运动员，司职守门员，1968年完成成年国家队首秀。他曾代表瑞典国家队参加1970年、1974年和1978年国际足联世界杯。